# Schleifendiuretika
Schleifendiuretika sind eine Gruppe harntreibender Medikamente (Diuretika), die an der Henleschen Schleife, einem Teil des harnbildenden Systems der Nieren, wirken. Sie sind über kurze Zeit stark wirksam und werden, da sie über einen weiten Dosisbereich eine nahezu lineare Konzentrations-Wirkungsbeziehung zeigen, auch als „high ceiling“-Diuretika bezeichnet. Bei entsprechender Flüssigkeitsgabe ist es möglich, einen Harnfluss von 35 bis 45 Liter pro Tag zu erreichen. Chemisch handelt es sich bei den Schleifendiuretika um verschiedenartige Substanzen, die alle den gleichen Wirkmechanismus haben. Durch Hemmung eines Transportproteins in den Nierenkanälchen kommt es zu verringerter Wiederaufnahme von Ionen aus dem Primärharn und damit infolge der Veränderung des osmotischen Drucks zur vermehrten Wasserausscheidung.

## Vertreter und chemischer Aufbau

Strukturformeln diverser Schleifendiuretika

Schleifendiuretika können chemisch unterschieden werden in Sulfonamidderivate und Nicht-Sulfonamidderivate. Zu den Sulfonamidderivaten zählen die Wirkstoffe Furosemid, Bumetanid und Piretanid, welche alle zusätzlich eine Carboxygruppe am zentralen Benzolring tragen. Azosemid ist ebenfalls ein Sulfonamid, allerdings ohne Carboxygruppe. Torasemid ist ein Pyridinsulfonylharnstoffderivat.
Etacrynsäure dagegen ist eine halogenierte Phenoxyessigsäure, mit angehängten Keton- und Methylengruppen. Die Methylengruppe geht eine Bindung mit Cystein ein und bildet dadurch die aktive Form des Arzneistoffs. Ein weiterer Vertreter ist Etozolin.
Früher wurden organische Quecksilberverbindungen wie beispielsweise Mersalyl als sogenannte Quecksilber-Diuretika eingesetzt. Diese werden heutzutage aufgrund ihrer hohen Toxizität nicht mehr verwendet.

## Pharmakologie

### Pharmakodynamik

Transportprozesse im dicken aufsteigenden Teil der Henle-Schleife, die von Schleifendiuretika beeinflusst werden.

In der Niere werden Stoffwechselendprodukte aus dem Blut ausgefiltert und mit dem Urin ausgeschieden. Dabei werden zuerst täglich etwa 180 bis 200 Liter Primärharn produziert, der dann im darauffolgenden System aus Tubuli, Henle-Schleife (nach Friedrich Gustav Jakob Henle) und Sammelrohren durch Resorption von Wasser konzentriert wird, bis nur noch etwa 1 bis 1,5 Liter Endharn oder Sekundärharn übrigbleiben. Weiterhin werden wichtige Stoffe wie Glucose, Aminosäuren und Elektrolyte resorbiert.
Schleifendiuretika wirken im dicken aufsteigenden Teil der Henle-Schleife, einem wichtigen Resorptionsort, in dem bis zu 25 % des ausgeschiedenen Natriums wieder ins Blut aufgenommen (resorbiert) werden. Diese Wiederaufnahme der Natriumionen erfolgt mithilfe eines Transportproteins, dem Na+K+2Cl−-Symporter (Cotransporter). Er befindet sich auf der luminalen (dem Urin zugewandten) Seite der Tubuluszellen und transportiert neben Natrium auch Chlorid- und Kaliumionen in die Tubuluszelle. Triebkraft ist der aktive Transport von Natrium aus der Zelle heraus ins Blut durch die Natrium-Kalium-Pumpe, da dies ein Konzentrationsgefälle zwischen Tubuluszelle und dem Harn innerhalb des Tubulus aufbaut. Außerdem bewirkt dieser Transport, dass das Zellinnere elektrisch negativ geladen ist. Diese negative Ladung treibt die Resorption durch passiven Transport von Magnesium- (Mg2+) und Calciumionen (Ca2+) in die Zwischenräume zwischen den Tubuluszellen an. Da die Wand des Tubulus hier nur wenig durchlässig für Wasser ist, erfolgt eine relative Verdünnung des Urins.
Schleifendiuretika wirken nun, indem sie den Na+K+2Cl−-Symporter reversibel (umkehrbar) hemmen. Natrium kann nicht mehr rückresorbiert werden, weshalb der Harn konzentriert bleibt. Dies führt durch Osmose zu vermehrter Wasserausscheidung. Da nun auch keine negative Membranspannung aufgebaut werden kann, verbleiben Calcium- und Magnesiumionen im Urin und gehen dem Körper verloren.
Schleifendiuretika hemmen auch die Na+K+2Cl−-Symporter der Macula densa, wodurch es zu einer Steigerung der glomerulären Filtrationsrate (GFR) kommt. (siehe: Glomeruläres Feedback)
Nach Absetzen des Medikaments ist zu beachten, dass der Körper versucht, den Wasser- und Natriumionenverlust auszugleichen, indem die natürlichen Gegenregulationsmechanismen des sympathikoadrenalen und des Renin-Angiotensin-Aldosteron-Systems in Gang gesetzt werden. In Folge reduziert sich die glomeruläre Filtrationsrate und letztendlich das Harnvolumen. Dieser Prozess wird als postdiuretische Natriumretention bezeichnet.

### Indikationen
Die Indikationen für Schleifendiuretika sind ähnlich denen anderer Diuretika. Hauptsächlich werden sie in der Behandlung des akuten Lungenödems und anderer lokalisierter, durch Herz-, Nieren- und Leberinsuffizienz verursachter Ödeme verwendet. Durch die starke Auswaschung von Calcium werden sie außerdem in der Behandlung einer Hypercalcämie verwendet.
Weitere Indikationen sind akutes Nierenversagen, um den Wasserhaushalt noch eine gewisse Zeit lang kontrollieren zu können, Hyperkaliämie und früher zur Forcierten Diurese bei Vergiftungen z. B. mit Anionen (insbesondere Bromid, Fluorid und Iodid) oder Rhabdomyolyse. Wichtig ist aber die gleichzeitige Zufuhr von ausreichenden Mengen Wasser, Natrium und Chlorid in Form von Elektrolytlösungen.
Aufgrund ihrer starken Wirksamkeit sind Schleifendiuretika vorsichtig einzusetzen. Die Bilanzierung des Wasserhaushalts und die adäquate Substitution von Elektrolyten sind vor allem bei Patienten mit Störungen des Elektrolyt- oder Säure-Base-Gleichgewichtes (z. B. Leberzirrhose) indiziert, da die Kompensationsfähigkeit besonders schlecht ist.

### Kontraindikationen
Die Kontraindikationen sind die gleichen wie die der meisten anderen Diuretika. Dazu gehören Natrium- und Kaliummangel sowie Hypercalcurie (vermehrte Calciumausscheidung im Harn), da diese noch verstärkt werden, sowie Hypovolämie, also der Mangel an zirkulierendem Wasservolumen. Da zu viel Calcium im Urin die Bildung von Nierensteinen begünstigt, dürfen Schleifendiuretika bei bereits bekannten Nierensteinen nicht angewendet werden. Ebenso ist die Anwendung bei Anurie, wenn also gar kein Harnfluss mehr vorhanden ist, kontraindiziert.
Sollte der Einsatz von Schleifendiuretika aber trotz bestehender Kontraindikationen zwingend notwendig sein, so wird begleitend eine exakte Bilanzierung, insbesondere des Elektrolythaushaltes durchgeführt. Vertreter der Sulfonamidderivate dürfen grundsätzlich auch bei bekannter Allergie gegen andere Sulfonamide nicht angewendet werden.

### Pharmakokinetik
Alle Schleifendiuretika können sowohl peroral (in Tablettenform) als auch parenteral (als Injektion oder Infusion) verabreicht werden. Die enterale Aufnahme ist fast so vollständig wie die parenterale (gute orale Bioverfügbarkeit). Schleifendiuretika wirken sehr schnell: abhängig von der Darreichungsform innerhalb von fünf Minuten (intravenös) bis zu einer halben Stunde (oral). Ihre maximale Wirkung erreichen sie nach etwa zwei Stunden, sie hält zwischen sechs und acht Stunden an. Die Halbwertszeit ist abhängig von der Nierenfunktion. Zwei Drittel werden in den Nieren sowohl durch glomeruläre Filtration als auch tubuläre Sekretion ausgeschieden, das restliche Drittel wird in der Leber in die Galle abgegeben und letztlich über den Stuhl ausgeschieden. Die Verstoffwechselung in der Leber ist gering. Stoffwechselendprodukte von Furosemid und Etacrynsäure wurden identifiziert. Es ist jedoch unbekannt, ob sie eine diuretische Wirkung entfalten. Torasemid hingegen hat zwei aktive Stoffwechselendprodukte, die als M1 und M3 bezeichnet werden.
Da sie ihre Wirkung auf der luminalen Seite des Tubulus entfalten, müssen sich die Schleifendiuretika, um wirksam zu werden, im Primärharn befinden. Ihre starke Bindung an Plasmaproteine hemmt jedoch die glomeruläre Filtration. Als schwache organische Säuren werden sie jedoch in den proximalen Tubuluszellen sezerniert. Dies kann jedoch durch andere organische Säuren, wie nichtsteroidale Antirheumatika (NSAID) oder Probenecid, oder bei manchen Nierenerkrankungen vermindert sein, was letztendlich die Wirksamkeit beeinträchtigt.

### Nebenwirkungen
Durch die starke Wirkung der Schleifendiuretika ist eine regelmäßige Kontrolle der Elektrolytkonzentration im Serum notwendig, um – insbesondere bei Langzeitanwendung – Hypovolämie infolge zu starker Entwässerung mit daraus resultierendem Schwindel, Kopfschmerzen, Kollapsneigung und orthostatischer Hypotonie zu verhindern. In schweren Fällen kann es zu Dehydratation und Exsikkose kommen.
Die erhöhte Ausscheidung von Kaliumionen (K+) und Protonen (H+) kann zu hypokalämischer metabolischer Alkalose führen, ein Zustand, der durch Gabe von Kalium und Behandlung der Hypovolämie behoben werden kann. Natriummangel tritt zwar seltener als bei Thiazid-Diuretika auf, aber wenn Patienten infolge der Hypovolämie zu große Mengen Wasser zu sich nehmen, kann dies einen verminderten Natriumspiegel im Blut zur Folge haben. Infolge der Hypovolämie wird außerdem verstärkt Harnsäure im proximalen Tubulus reabsorbiert, was zu erhöhtem Harnsäurespiegel im Blut (Hyperurikämie) und damit zu Gichtattacken führen kann. Weiterhin führt die Langzeitanwendung häufig zu verringertem Magnesium und Calcium im Blut (Hypomagnesiämie bzw. Hypocalciämie).
Bei allen Schleifendiuretika können Hörschäden in den hohen Frequenzen bis Taubheit durch Hemmung des Na+K+2Cl−-Symporters auftreten, da kein Kaliumkonzentrationsgefälle (Gradient) aufgebaut werden kann (Ototoxizität). Dieser Effekt tritt abhängig von der Dosis und im Allgemeinen nur während der Behandlung auf, nur bei der Verwendung von Etacrynsäure können die Schäden bleibender Natur sein.
Durch Sulfonamid-Derivate kann es bei Patienten mit Überempfindlichkeit gegen Sulfonamide zu allergischen Reaktionen kommen, die sich durch Hautausschlag, Eosinophilie und in seltenen Fällen interstitieller Nephritis auszeichnen. Nach Absetzen der Stoffe verschwinden diese Effekte wieder. Bei Etacrynsäure tritt diese Überempfindlichkeit infolge der anders gearteten chemischen Struktur nicht auf.

### Wechselwirkungen
Der von Schleifendiuretika verursachte Kalium- und Magnesiummangel verstärkt den Effekt von Herzglykosiden. Da Glucocorticoide und Abführmittel ebenfalls die Kaliumausscheidung erhöhen, wird bei einer Verwendung mit Schleifendiuretika die Entstehung von Kaliummangel begünstigt. Die Wirkung von Salicylaten, Theophyllin, curareartigen Muskelrelaxanzien und anderer blutdrucksenkender Medikamente wird verstärkt, ebenso wie die giftige Wirkung von Lithium auf Herz und Nervensystem, da die Ausscheidung vermindert und somit letztendlich der Lithiumspiegel im Blut erhöht ist.
Der blutzuckersenkende Effekt von antidiabetischen Medikamenten wird vermindert. Die blutdruckerhöhende Wirkung von Adrenalin und Noradrenalin wird abgeschwächt, da das verringerte Blutvolumen ihrem Effekt entgegenwirkt. Andere Arzneimittel, die gehörschädigend (ototoxisch) wirken, wie zum Beispiel Aminoglykoside und Cisplatin, können die schädliche Wirkung auf das Gehör verstärken.
Da Schleifendiuretika die Niere anregen, Prostaglandine zu synthetisieren und dies zum diuretischen Effekt beiträgt, diese Synthese aber durch nichtsteroidale Antirheumatika behindert wird, schwächen diese die diuretische und antihypertensive Wirkung der Schleifendiuretika ab. Bei sonst gesunden Patienten ist dieser Effekt nur gering, bei Patienten mit Nierenversagen und solchen mit Leberzirrhose tritt er jedoch verstärkt auf.

## Geschichte
Als erste verwendete chemisch synthetisierte Diuretika können Quecksilberverbindungen betrachtet werden. Ihre harntreibende Wirkung wurde 1919 eher zufällig als Nebeneffekt des damals gegen Syphilis verwendeten Arzneimittels Novasurol entdeckt. Im Jahr 1906 synthetisierte der deutsche Chemiker und spätere Nobelpreisträger Otto Diels die organische Quecksilberverbindung Mersalyl. Diese wurde im Jahr 1925 durch die Firma Hoechst unter dem Namen Salyrgan als erstes Diuretikum zum Patent angemeldet. Ihre häufige Verwendung führte jedoch zu zahlreichen Fällen von Quecksilbervergiftung. Trotzdem waren organische Quecksilberverbindungen für die nächsten vierzig Jahre der Standard in der Behandlung von Ödemen. Ihre fehlende orale Verfügbarkeit, die Giftigkeit und die rasche Toleranzentwicklung schränkten ihre Nutzbarkeit jedoch stark ein. In den 1930er Jahren entwickelte der deutsche Nobelpreisträger Gerhard Domagk mit Prontosil (Sulfanilamid) das erste bakteriostatische Chemotherapeutikum. 1949 berichtete der amerikanische Nephrologe William Schwartz über die diuretische Wirkung des Sulfanilamid. Allerdings erwies sich das Medikament als zu toxisch und ungeeignet für den Dauereinsatz. Als erstes chemisch vom Sulfanilamid abgeleitetes Diuretikum kam 1950 Acetazolamid als Medikament auf den Markt. 1957 folgte Chlorothiazid (MSD Sharp & Dohme) und zwei Jahre später Hydrochlorothiazid. Die Forschung zur Entwicklung weiterer verträglicher Diuretika ging weiter. Bei den Farbwerken Hoechst entwickelten der Chemiker Paul Hajdu und der Pharmakologe Roman Muschaweck mit Furosemid das erste Schleifendiuretikum, das 1959 unter dem Namen Lasix durch Hoechst zum Patent angemeldet wurde.

## Externe Links zu erwähnten Verbindungen
1. ↑  Externe Identifikatoren von bzw. Datenbank-Links zu Azosemid:  CAS-Nr.: 27589-33-9, EG-Nr.: 248-549-7, ECHA-InfoCard: 100.044.121, PubChem: 2273, ChemSpider: 2186, DrugBank: DBDB08961, Wikidata: Q4832859.
2. ↑  Externe Identifikatoren von bzw. Datenbank-Links zu Etozolin:  CAS-Nr.: 73-09-6, EG-Nr.: 200-794-0, ECHA-InfoCard: 100.000.722, PubChem: 5743585, ChemSpider: 4675409, DrugBank: DBDB08982, Wikidata: Q5404861.